# Joey Hunt
Joey Hunt (El Campo, 22 febbraio 1994) è un giocatore di football americano statunitense che milita nel ruolo di centro per gli Indianapolis Colts della National Football League (NFL).

## Carriera

### Seattle Seahawks
Hunt al college giocò con i TCU Horned Frogs dal 2012 al 2015. Fu scelto nel corso del sesto giro (215º assoluto) del Draft NFL 2016 dai Seattle Seahawks e debuttò come professionista subentrando nella gara del sesto turno vinta contro gli Atlanta Falcons. Nella settimana 12 contro i Tampa Bay Buccaneers disputò la prima gara come titolare e chiuse la sua stagione da rookie con 9 presenze. Nella sua successiva invece non scese mai in campo. Il 26 luglio 2020 fu svincolato.

### Indianapolis Colts
Il 23 agosto 2020 Hunt firmò con gli Indianapolis Colts.